# Высоке-Мазовецке

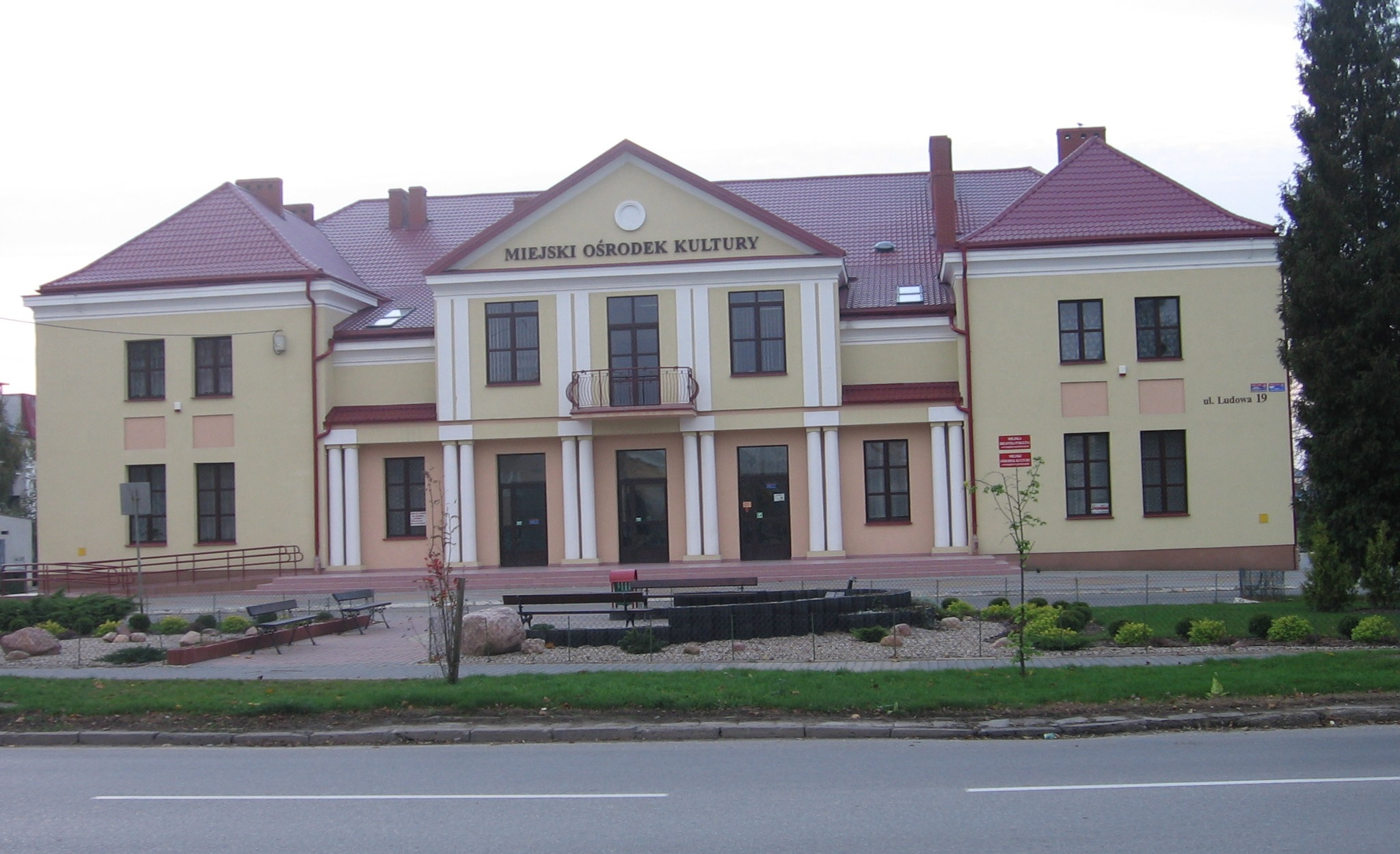
Дом культуры — Высоке-Мазовецке

Высоке-Мазовецке (пол. Wysokie Mazowieckie) — город в Польше, входит в Подляское воеводство, Высокомазовецкий повят. Имеет статус городской гмины.

Город занимает площадь 15,24 км². Население — 9234 человека (на 2004 год). Телефонный код города: 86. 

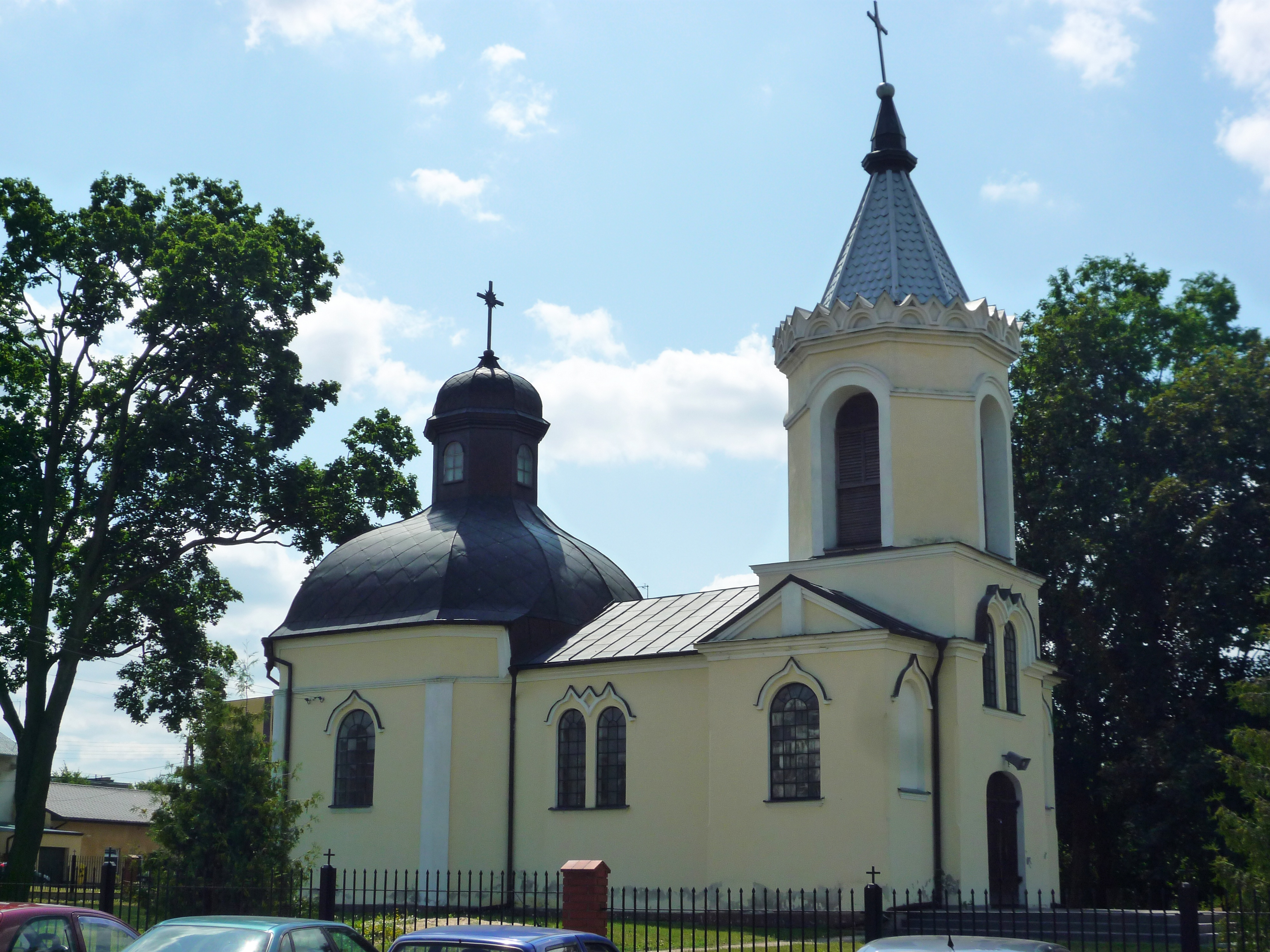
Бывшая православная церковь Космы и Демьяна (сейчас костёл Рождества Девы Марии)